# Медаль «За участие в оборонительной войне 1939 года»
 Медаль «За участие в оборонительной войне 1939 года» — государственная награда Польской Народной Республики.

## История
Медаль «За участие в оборонительной войне 1939 года» учреждена в соответствии с Указом Сейма Польской Народной Республики от 7 июля 1981 года.
Ею награждались ветераны польской армии, корпуса пограничных войск, ветераны силезского и великопольского восстаний, бойцы гражданской обороны, представители харцерской молодежи, выпущенные из санационных тюрем польские коммунисты и другие защитники Польши – участники оборонительной войны в сентябре-октябре 1939 года.

## Описание медали
Медаль «За участие в оборонительной войне 1939 года» круглая диаметром 40 мм, изготавливалась из оксидированного под серебро металла.
На лицевой стороне медали в центральной её части сделана надпись стилизованными цифрами: «1939». Цифры иссечены пулями. В верхней части помещено изображение коронованного орла, держащего в когтях щит амазонок (эмблема польской армии, носимая на головном уборе). Часть щита прикрыта цифрами. В нижней части медали изображены сходящиеся к центру узкие лучи, разделенные более широкими лучами на шесть секторов.
Лицевая поверхность медали «грубая», гранулированная.
На оборотной стороне медали надпись в пять строк: «ZA UDZIAŁ / W / WOJNIE / OBRONNEJ / OJCZYZNA». Между четвёртой и пятой строкой изображены два скрещенные меча, направленные остриями вверх.
Оборотная поверхность медали гладкая. Все надписи и изображения на медали выпуклые, рельефные.
В верхней части медали имеется ушко с кольцом, с помощью которого медаль крепится к ленте. На лицевую сторону кольца нанесен узор.
Лента медали шелковая муаровая серого цвета шириной 40 мм с двумя продольными полосками белого цвета и одной тёмно-красной (кларет) полоской посредине. Ширина белых полосок 4 мм, тёмно-красной 8 мм.
Медаль «За участие в оборонительной войне 1939 г.» носится на левой стороне груди после медали «За вашу и нашу свободу».